# Пенсильванский университет
Пенсильванский университет (широко известный как Penn или UPenn) (англ. University of Pennsylvania) — частный исследовательский университет США, расположенный в Филадельфии (штат Пенсильвания). Основан в 1751 году Бенджамином Франклином, который по данным четырёх основных глобальных университетских рейтингов стабильно входит в число 15 сильнейших университетов мира.
Пенсильванский университет — одно из старейших высших учебных заведений и первый университет в США, а также один из девяти колониальных колледжей, основанных до подписания декларации независимости, входит в элитную Лигу плюща.
Университет является частным, его иногда путают с общественным Университетом штата Пенсильвания (Pennsylvania State University), расположенным в городе Стейт-Колледж.
Пенсильванский университет является одним из самых избирательных вузов в мире: в 2024 году лишь 6 % абитуриентов, подавших заявку на бакалавриат, были зачислены.
В 2024 году фонд университета составлял 22,3 миллиарда долларов США (примерно 8800 миллиардов форинтов), что делало его шестым по богатству частным высшим учебным заведением в стране. Его операционные расходы в 2024 году составили 4,4 миллиарда долларов.
По состоянию на 2025 год, среди выдающихся выпускников было 14 глав государств, 64 миллиардера в том числе Илон Маск и Уоррен Баффет. 3 судьи Верховного суда США, 33 сенатора США, 44 губернатора США, 159 членов Палаты представителей США, 8 подписавших Декларацию независимости США, 12 подписантов Конституции США, 24 члена континентального конгресса и два президента Соединенных Штатов, в том числе президент США, Дональд Трамп. Среди других известных выпускников 29 стипендиатов Родса, 15 стипендиатов Маршалла, 16 лауреатов Пулитцеровской премии и 48 лауреатов программы Фулбрайта. По состоянию на октябрь 2025 год с университетом были связаны 38 лауреатов Нобелевской премии, 169 стипендиатов Гуггенхайма, 80 членов Американской академии искусств и множество руководителей из списка Fortune 500. Пенсильванский университет имеет наибольшее количество выпускников-миллиардеров среди всех учебных заведений в Соединенных Штатах.

## История
Университет был основан в 1751 году Бенджамином Франклином — вначале как школа, затем колледж, а в 1779 году получил свой нынешний статус. Бенджамин Франклин пропагандировал образовательную программу, которая бы фокусировалась на основанной на классическом образовании практически полезной подготовке для торговли и общественной службы. Пенсильванский университет стал одним из первых в США университетов, последовавших примеру европейских университетов, организовавших многодисциплинарное образование в рамках одного учреждения.
В отличие от трёх других первых колледжей колониальных времен: Гарвардского колледжа, Колледжа Вильгельма и Марии и Йельского колледжа, — в Пенсильванском университете не концентрировались на преимущественно религиозном образовании. Франклин с самого начала настаивал на концепции разностороннего гражданского, в том числе и практического образования. В истории университета много пионерных достижений: первая в США университетская медицинская школа появилась в 1765 году, первый университетский госпиталь — в 1874 году, первая в мире школа бизнеса — ныне известная как «Уортонская школа» — в 1881 году, вторая в США школа ветеринарной медицины, первое, среди университетов, здание студенческого союза — Хьюстон-Холла в 1896 году. Родина первого в мире электронного цифрового многофункционального компьютера (ENIAC) — в 1946 году.

## Структура
Школа бизнеса Уортона (англ. Wharton School), одна из самых престижных и известных бизнес школ мира, является частью Пенсильванского университета.
При университете с конца XIX века существует Музей археологии и антропологии Пенсильванского университета, а также Институт современного искусства.

## Научные исследования
В 2023 году научно-исследовательские расходы Пенсильванского университета превысили 1,9 миллиарда долларов, что обеспечило ему третье место среди всех университетов США по объёму инвестиций в исследования и разработки, согласно данным Национального научного фонда США (National Science Foundation). Экономическое влияние университета на штат Пенсильвания в том же году оценивалось в 19,3 миллиарда долларов.
В ряде научных дисциплин преподаватели университета демонстрируют одну из самых высоких научных продуктивностей в стране, особенно в таких областях, как эпидемиология, бизнес, коммуникации, сравнительное литературоведение, лингвистика, информационные науки, криминалистика, социология и другие общественные науки.
Множество важных научных открытий связано с университетом. Возможно, самым известным вкладом Пенна является создание в 1946 году первого в мире универсального электронного цифрового компьютера - ENIAC, в Инженерной школе Мура.
В области медицины университет также добился значительных успехов. Аппарат для диализа, применяемый как искусственная замена функции почек, был разработан Уильямом Иноуэ (William Inouye) из скороварки во время его учёбы в медицинской школе Penn Med. Здесь же были разработаны вакцины против краснухи и гепатита B, открыта генетическая связь рака, создана когнитивная терапия, крем Retin-A для лечения акне, открыт гормон резистин, а также идентифицирована филадельфийская хромосома, связанная с хроническим миелолейкозом. Кроме того, именно здесь были разработаны технологии позитронно-эмиссионной томографии (ПЭТ).
В последние годы генетические исследования в университете привели к открытию генов, ответственных за синдром ломкой Х-хромосомы (наследственная форма умственной отсталости), спинально-бульбарную мышечную атрофию, болезнь Шарко -Мари - Тута (нейродегенеративное заболевание, поражающее конечности), а также к разработке генно-модифицированных Т-клеток, применяемых для лечения лимфобластного лейкоза и диффузной крупноклеточной В-клеточной лимфомы.
Ещё одним важным вкладом в медицину стали научные достижения Ральфа Л. Бринстера, профессора Penn с 1965 года, который заложил основы технологии экстракорпорального оплодотворения и создал первую трансгенную мышь.

## Университетская жизнь
Согласно рейтингу U.S. News & World Report за 2024 год, Пенсильванский университет занял 6-е место среди 394 исследовательских университетов США. По результатам студенческого опроса Princeton Review в 2023 году, университет оказался на 7-м месте в списке "Университетов мечты" (Dream Colleges). В рейтинге College Factual за 2024 год Penn занял 4-е место среди 444 университетов страны. В 2023 году студенты университета входили в число самых счастливых в США, заняв 7-е место по стране, наивысший результат среди всех вузов Лиги плюща.
По данным The Wall Street Journal за 2024 год, выпускники Пенсильванского университета получали 5-ю по величине заработную плату среди выпускников бакалавриата, с учётом стоимости обучения и других факторов. Это был второй показатель среди университетов Лиги плюща, уступив лишь Принстону.
Среди профессиональных школ университета Педагогическая школа занимала 1-е место в стране по данным за 2021 год, а бизнес-школа Wharton School была признана лучшей в США в 2022 и 2024 годах. Школы коммуникации, стоматологии, медицины, сестринского дела, права и ветеринарии стабильно входили в первую пятёрку по стране. Юридическая школа Penn заняла 4-е место в 2023 году, а архитектурно-дизайнерская школа и школа социальной политики - входили в первую десятку в своих категориях.

## Кампус
Университет Пенсильвании занимает территорию площадью около 299 акров в западной части Филадельфии. и сочетает в себе как историческую, так и современную архитектуру. Среди важнейших объектов кампуса — Центр передовой медицины имени Перельмана (Perelman Center for Advanced Medicine), Музей Пенсильванского университета и недавно построенный Инновационный центр Pennovation Center, служащий хабом для предпринимательства и научных разработок.
Большинство современных архитектурных зданий на кампусе было спроектировано архитектурной фирмой Cope and Stewardson из Филадельфии. Основатели фирмы были местными архитекторами и преподавателями Университета Пенсильвании. Они также разработали значительную часть кампусов Принстонского университета и Университета Вашингтона в Сент-Луисе. Именно они объединили готический стиль Оксфордского и Кембриджского университетов с особенностями местного ландшафта, что стало основой архитектурного направления Collegiate Gothic.
Библиотечная система университета включает 19 библиотек с фондом более 6,19 млн печатных книг и периодических изданий, 4,23 млн микрофильмов и 1,11 млн электронных книг. Университет подписан более чем на 68 000 печатных и электронных научных журналов.
Музей Пенсильванского университета (Penn Museum) - крупнейший музей университета, специализирующийся на археологии и антропологии. В его коллекции более 1,3 миллиона экспонатов, и он обладает одной из самых обширных в мире коллекций искусства Ближнего Востока и Передней Азии.
На территории кампуса находится свыше 8000 произведений искусства, собранных за 250 лет. Коллекция включает картины, скульптуры, фотографии, графику и декоративно-прикладное искусство. Крупнейшая художественная галерея — Институт современного искусства (Institute of Contemporary Art), один из немногих кунстхалле в США, который на протяжении всего года организует разнообразные выставки современного искусства. 

## Персоналии
С Пенсильванским университетом так или иначе связаны имена многих исторических деятелей и политиков США. Среди них президенты США Уильям Гаррисон, Дональд Трамп, девять политиков, подписавших Декларацию независимости — Бенджамин Франклин, Джеймс Уилсон, Бенджамин Раш, Джордж Клаймер, Роберт Моррис, Джордж Росс, Френсис Хопкинсон, Томас Маккин, Уильям Пака; 11 человек, подписавших американскую конституцию: Бенджамин Франклин, Джордж Вашингтон, Джеймс Уилсон, Томас Миффлин, Джордж Клаймер, Томас Фитцсимонс, Джаред Ингерсол, Руфус Кинг, Говернер Моррис, Роберт Моррис, Хью Уильямсон, — а также три члена Верховного суда: Уильям Бреннан, Оуэн Робертс, Джеймс Уилсон; один из первых компьютерных инженеров в мире Гарри Хаски и известный психолог Дэвид Бернс.
Среди выпускников университета — предприниматель Илон Маск, американский поэт Эзра Паунд, британский сатирик Эдвард Дженкинс, предприниматель Уоррен Баффет, губернатор штата Пенсильвания Эд Ренделл, многие члены Конгресса США, члены правительства, губернаторы штатов, мэры городов, послы, президенты компаний.
В 2017 году стал широко известен конфликт администрации университета с профессором юридического факультета Эми Вакс, ввиду её неполиткорректных взглядов.
В декабре 2023 года ректор университета Лиз Мэгилл была вызвана на слушания в Палате представителей Конгресса США в связи с неспособностью администрации бороться с антисемитскими акциями в университете. Недовольство политикой Мэгилл в этом вопросе привело к отказу ряда спонсоров университета от дальнейшего финансирования его деятельности. 10 декабря Мэгил подала в отставку.

## Школа Уортона (The Wharton School)
Школа Уортона (англ. The Wharton School) — бизнес-школа Пенсильванского университета. Основана в 1881 году на средства Джозефа Уортона, соучредителя Bethlehem Steel; считается старейшей университетской бизнес-школой в мире. Входит в число шести бизнес-школ Лиги плюща и является вузом, выпустившим наибольшее количество американских миллиардеров, включая 45-го и 47-го президента США Дональда Трампа.
На международных рейтингах Школа Уортона стабильно занимает место в тройке лучших бизнес-школ мира наряду с Гарвардской школой бизнеса и Стэнфордской высшей школой бизнеса.
Школа Уортона предлагает программы бакалавриата и магистратуры с акцентом на прикладную экономику и более чем 18 специализаций. Программа бакалавриата предоставляет общее бизнес-образование с упором на ключевые деловые компетенции. Магистратура (степень MBA) может быть получена как отдельно, так и в рамках двойных программ — например, в сотрудничестве с юридическим, инженерным или административным факультетами.
Помимо программ по бухгалтерскому учету, финансам, операционному менеджменту, статистике и другим направлениям, Школа Уортона предлагает также докторские и постдокторские программы в партнёрстве с другими подразделениями университета.

## Олимпийцы
По меньшей мере 43 выпускника Пенсильванского университета завоевали в общей сложности 81 олимпийскую медаль, включая 26 золотых. Среди них — Зсузанна Франция, двукратная олимпийская чемпионка и дочь лауреата Нобелевской премии Каталин Карико. На летних Олимпийских играх 2024 года в Париже 13 действующих или бывших студентов Пенна приняли участие в соревнованиях по пяти видам спорта: лёгкая атлетика (4 участника), брейк-данс (1), фехтование (3), академическая гребля (4) и плавание (1), представляя семь стран: Австралию (1), Бермудские острова (1), Канаду (2), Египет (1), Нигерию (1), Словению (1) и США (6).

## Дополнительное военное образование
Студенты Пенсильванского университета, являющиеся гражданами США, в период обучения в бакалавриате имеют возможность также пройти курсы подготовки офицеров резерва (ROTC), готовящие офицеров для нужд Военно-морских сил США и Корпуса морской пехоты США (Naval ROTC).